# Louis Bouwmeester
Louis Bouwmeester, född 5 september 1842 och död 28 april 1925, var en nederländsk skådespelare och teaterledare.
Bouwmeester företog tidigt konsertresor som violinvirtuos, även till utlandet, men övergav senare musiken och debuterade 1860 i Rotterdam som skådespelare. Bouwmeester har senare huvudsakligen i Amsterdam med en rad Shakespeareframställningar blivit sin tids främste holländske skådespelare och med stor framgång spelat också i Tyskland, Frankrike, England och Amerika.